# 维生素K
維他命K（英語：Vitamin K）指的是食物中結構相似於脂溶性維他命的一種物質，那是萘醌基的衍生物2-甲萘醌，具疏水性，它是一些特定蛋白質轉譯後所必需的，尤其是血液凝固中必備的蛋白質，並作為膳食補充劑銷售。人體某些蛋白質需要維他命K作為合成後修飾以作血液凝血（德語：Koagulation），或用於控制骨骼中的鈣和其他組織。完全合成涉及通過使用維他命K作為輔因子的酶γ-谷氨酰羧化酶對這些所謂Gla蛋白進行的最終修飾。未羧化蛋白質的存在顯示著維他命K的缺乏。羧基化使它們能夠結合鈣離子（螯合物），否則它們將無法結合。若沒有維他命K，血液的凝結會嚴重受損，並且會發生無法控制的出血。研究表明，維他命K的缺乏也可能削弱骨骼，潛在地導致骨質疏鬆症，並可能促進動脈和其他軟組織的鈣化。
化學上，維他命K家族包括了2-甲基-1,4-萘醌（3-）衍生物。維他命K包括兩種天然維他命：維他命K1、維他命K2。維他命K2依次由許多相關的化學亞型組成，它們的碳側鏈的長度由類異戊二烯原子組構成。研究最多的兩個是四烯甲萘醌（MK-4）和七烯甲萘醌（MK-7）。
維他命K1由植物製成，在綠葉蔬菜中含量最高，因為它直接參與了光合作用。它在動物中作為維他命具有活性，並具有維他命K的經典功能，包括其在凝血蛋白生產中的活性。動物還可以將其轉化為維他命K2，具体来说是MK-4（四烯甲萘醌）。腸道菌群中的細菌也可以把維他命K1轉換為MK-4。MK-4以外的所有形式的維他命K2只能由細菌產生，而細菌在無氧呼吸時會利用它們，因此缺乏維他命K是極為罕見的狀況，除非腸道有嚴重損傷。維他命K3（甲萘醌）及維他命K4是維他命K的人工合成形式，用於治療維他命K缺乏症，但是由於过量會干擾穀胱甘肽的功能，因此发达国家不再使用這種方法。2013年发现K3和K4在体内也有产生。

## 定義
維他命K是指這種維他命的幾種形式，即從食物中吸收的必需營養素和合成產物，以及作為多種維他命的一部分或作為單一維他命膳食補充劑作銷售，和用於特定用途的處方藥物。所有維他命K的結構都相似：它們共享一個「醌」環，但碳尾部分的長度和飽和度，以及「側鏈」中重覆的異戊二烯單元數量也有所不同（如圖）。側鏈的長度影響脂質溶解度，因此輸送到不同的靶組織。維他命K1（葉綠醌）主要在綠葉蔬菜中發現，例如菠菜、莙薘菜、萵苣，和甘藍蔬菜如羽衣甘藍、花椰菜、青花菜和抱子甘藍。食物也可以是維他命K2（多烯甲萘醌）的來源，根據類異戊二烯鏈的長度，其具有MK-4至MK-10的變體。由細菌發酵大豆而製成的納豆是MK-7的豐富食物來源。長鏈多烯甲萘醌主要是來自細菌，其中包括人大腸中的細菌，並通過腸壁吸收。然而，某些動物組織會將維他命K1轉換為MK-4，因此動物來源食物也可能是維他命K2的來源。在美國，維他命K1以及維他命K2的MK-4和MK-7變體作為膳食補充劑出售，每劑量從100-500微克。藥物用途是用於治療華法林過量或中毒，並作為對新生兒的預防性治療，以防止嬰兒出現維他命K缺乏症引起的出血後果。

### 化學結構
維生素K是一族類似結構的化合物，其共同有甲基化萘醌環，但是在3號位置上的烴側鏈則不同。
- 葉綠醌（Phylloquinone，也稱為維生素K1）側鏈上具四個異戊二烯（isoprenoid）殘基，其中一個是不飽知的。口服活性好。
- 多烯甲萘醌（Menaquinone，維生素K2）側鏈上不飽知的異戊二烯鏈的數目不等，通常簡稱為MK-n，n代表異戊二烯鏈的數目。注射的MK-4、5、7與維生素K1活性相等。MK-1只有維生素K1的1%活性，MK-10也只有30～49%的活性。七烯甲萘醌（MK-7）口服活性好，四烯甲萘醌（MK-4）口服活性极差。[10]
- 甲萘醌（Menadione，維生素K3）过量具有氧化毒性，通常是人工合成产生，但2014年也发现是K1转换为MK-4的体内中间体。口服活性好。[11]
- 甲萘氢醌（Menadiol，维生素K4）也是人工合成产生，过量具有氧化毒性（致溶血性贫血）。无需胆汁参与即可很好经肠道吸收[12]，因此适用于阻塞性黄疸等胆汁不足的情况[13]。

### 物理性质
維他命K1（叶绿醌）
- 分子式：C31H46O2
- 分子量：450 g/mole
- 密度：0.97 g/cm3
- 熔点：-20 °C
- 沸点：140－145 °C
- 外观：黄色油状

維他命K_{1}

維他命K_{2}

- 溶解性：不溶於水，難溶於甲醇，可溶於其他各種有機溶劑。

維他命K2（七烯甲萘醌，MK-7）
- 熔点：54 °C
- 外观：黄色結晶
- 溶解性：不溶於水，難溶於甲醇，可溶於其他各種有機溶劑。
- 所有的K类维生素都抗热和水，但易遭酸、碱、氧化剂和光（特别是紫外线）的破坏

維生素K_{3}

## 維他命K缺乏症
均衡飲食通常不會出現維他命K缺乏症，健康的成年人很少會有原發性的缺乏症。新生嬰兒出現缺乏的風險增加。維他命K缺乏症患病率上升的人口中包括那些患有肝病的人，例如酗酒、囊腫性纖維化、炎症性腸病、或最近進行過腹部手術的人。繼發性維他命K缺乏症會發生於神經性暴食症患者、飲食嚴格的人，以及服用抗凝劑的人身上。其他與維他命K缺乏症有關的藥物包括水楊酸、巴比妥類藥物及頭孢孟多酯，儘管其作用機理尚未清楚。維他命K缺乏症已被定義為對維他命K具反應的低凝血酶原血症，會增加凝血酶原時間，因此可能導致出現一種出血性疾病—凝血病。維他命K1缺乏症的症狀包括貧血、瘀斑、流鼻血及男女牙齦出血和女性月經大量出血。
冠狀動脈疾病跟維他命K摄入水平較低有關。最早是2004年发现維他命K2（從MK-4到MK-10的甲基萘醌）的攝入量與嚴重主動脈鈣化和全因死亡率成负相关，2005年发现对各种冠狀動脈疾病总体如此。。2022–2025年的一系列研究表明维生素K1的摄入量在老年女性中也和动脉粥样硬化发病率呈负相关，并且给糖尿病人和接受血透的患者补充维生素K1也有抗动脉钙化作用。

## 食物來源
葉綠醌廣泛分布於動物性和植物性食物中，柑橘類水果每100克含量少於0.1μg，牛奶含量為每100毫升1μg，菠菜、羽衣甘藍每100克含量為400μg。而大多數日常食物中都沒有甲萘醌，它在肝中每100克含量為13μg，某些乾酪每100克含量為2.8μg。維他命K於納豆中含量較高。

### 維他命K1
| 食物（經烹煮） | 份量   | 維他命K1含量 (μg) |                  | 食物（新鮮） | 份量 | 維他命K1含量 (μg) |
| 羽衣甘藍 | 1⁄2 杯 | 265               | 香芹             | 1⁄4 杯       | 246  |                   |
| 菠菜 | 1⁄2 杯 | 444               | 菠菜             | 1 杯         | 145  |                   |
| 寬葉羽衣甘藍 | 1⁄2 杯 | 418               | 寬葉羽衣甘藍     | 1 杯         | 184  |                   |
| 莙薘菜 | 1⁄2 杯 | 287               | 莙薘菜           | 1 杯         | 299  |                   |
| 綠色的芥菜類蔬菜                                                                                                  | 1⁄2 杯 | 210               | 綠色的芥菜類蔬菜 | 1 杯         | 279  |                   |
| 綠色的蕪菁 | 1⁄2 杯 | 265               | 綠色的蕪菁       | 1 杯         | 138  |                   |
| 西蘭花 | 1 杯   | 220               | 西蘭花           | 1 杯         | 89   |                   |
| 抱子甘藍 | 1 杯   | 219               | 苣蕒菜           | 1 杯         | 116  |                   |
| 捲心菜 | 1⁄2 杯 | 82                | 綠色捲心菜       | 1 杯         | 71   |                   |
| 美國國立衛生研究院藥物營養相互作用小組臨床中心提供的「服用華法林（Coumadin）和維他命K時需要知道的重要信息」列表。 |        |                   |                  |              |      |                   |

對於獲處方華法林（一種維他命K對抗藥）的人士，儘管其中一些植物來源的維他命K1含量很高，醫學建議不要完全避免食用這些食物（也許羽衣甘藍和菠菜除外），而是要保持維他命K的攝入量盡可能一致，從而使維他命攝取與華法林的結合使抗凝活性保持在治療範圍之內。對於植物中的維他命K，跟膳食補充劑中的維他命相比，在葉綠體中的類囊體膜緊密結合，無論是新鮮的還是經烹煮的，使其生物利用度會降低。

### 維他命K2
維他命K2可於雞蛋，乳製品和肉類以及發酵食品如酸奶等中找到。其中动物体内多见的四烯甲萘醌（MK-4）口服活性很差，但仍然标入营养标识。以大豆發酵細菌製成的納豆是MK-7的豐富食物來源。MK-7口服吸收较为充分。

### 膳食建議
美國醫學研究院（IOM）於1998年更新了維他命K的估計平均需求量（EARs）和建議攝取量（RDA）。IOM不能區分維他命K1與維他命K2 — 故兩者都列為維他命K。當時，尚未有足夠的資料來建立維他命K的估計平均需求量及建議攝取量。在諸如這些的情況下，委員會設定了足夠攝入量（AI），但知道日後會有更準確的資料以取代它。
| 年齡                 | 每天所需份量（μg）              |
| -------------------- | ------------------------------- |
| 12個月以下的嬰兒     | 2.0–2.5                         |
| 1至18歲的兒童        | 30 - 75（隨著年齡的增長而增加） |
| 懷孕期女性           | 90                              |
| 哺乳期女性           | 90                              |
| 19歲及以上的成年女性 | 90                              |
| 19歲及以上的成年男性 | 120                             |

對於安全性，IOM會在證據充分的情況下替維他命和礦物質設定可忍受的最高攝入量（UL）。維他命K並沒有可忍受的最高攝入量，因為有關高劑量的不良反應的人類數據並不足以制訂。總括來說，EAR、RDA、AI和UL稱為參考膳食攝取量。
歐洲食品安全管理局（EFSA）把這些資料的集合稱為膳食參考值，以人口參考攝入量（PRI）取代RDA，並以平均需求量取代EAR。在美國，AI和UL的定義都是相同的。對於1-17歲的兒童，AI值會隨年齡增長每天從12μg增加至65μg。日本把人們的AI值設定為男性每天75μg，女性每天65μg。EFSA和日本的AI都低於美國的RDA。EFSA和日本也對安全性進行了審查，並與美國一樣得出結論，認為沒有足夠的證據確定維他命K的UL。

## 生理學
維生素K參與某特定的蛋白質中的穀氨酸的γ位置的羧化作用，這些γ-羧基谷氨酸（縮寫為Gla）參與鈣離子結合，而具 Gla殘基對活性是必需的蛋白質統稱Gla-蛋白質。目前，有14個人類的Gla-蛋白質被發現，它們參與以下生理作用：
- 调节凝血蛋白质合成凝血（凝血酶原(FactorⅡ)，凝血因子Ⅶ、Ⅸ、Ⅹ，C-蛋白质，S-蛋白质和Z-蛋白质）
- 钙化组织中维生素K依赖蛋白质 成骨细胞合成3种维生素K依赖Gla蛋白质。骨質新陳代謝
- 血管
- 在大脑硫脂代谢中可能有作用

### Gla-蛋白質
現在，人類的Gla蛋白質特性被了解已有一定程度：凝血因子Ⅱ（凝血酶原）、Ⅶ、Ⅸ和Ⅹ，C和S-抗凝血蛋白質和以凝血酶為標的Z-蛋白質、骨钙蛋白（骨Gla蛋白質）、鈣化抑制基質Gla蛋白質（matrix gla protein，MGP），細胞生長調控的特殊抑長基因6 蛋白質（Gas6）和當前功能仍未知的穿膜Gla蛋白質。Gas6可能透過活化Axl 接受器酪氨酸激酶和刺激細胞增生或防止細胞凋亡。在以上為人所知的例子中，Gla殘基的是功能必需的。
現已知Gla蛋白質存在於各種脊椎動物：哺乳動物、鳥、爬行動物和魚。一些澳大利亞蛇毒液便由活化人血凝結的系統。有些情況，活化作用由Gla蛋白質與磷酸質膜結合因此轉化前凝血因子（procoagulant）成活化態。
由無脊椎動物地紋芋螺（Conus geographus）產生的Gla蛋白是由芋螺毒素（conantokins）形成。這些蝸牛產生的神經毒素具有富含Gla的肽，而且足以殺害成年人。

## 疾病中角色
維生素K發生缺乏的原因是由於在腸中吸收被干擾（例如膽管阻塞）或由於治療或意外服用維生素K拮抗劑，而因營養缺乏引致維生素K缺乏症是很罕見的。由於維生素K的缺乏而使Gla 殘基不能或只部分生成，因此Gla蛋白質是不活化。以上提及的三個生理功能缺乏控制也許會導致：不可控制大出血風險、軟骨鈣化和嚴重變形的骨質生長、不可溶的鈣鹽沈積在動脈壁上。

## 新生兒維生素K缺乏
新生兒有許多原因會造成維生素K缺乏。他們出生的時候可能會缺乏維生素K，原因是這種維生素不易從母體經由胎盤進入胎兒體內，經由母乳哺育提供的維生素K不足，而且胎兒腸道的產維生素K的細菌仍未進入，还有一个因素是肝脏未臻成熟，因此有些新生兒此維生素會很少。

## 發現
在1920年代晚期，丹麥科學家亨利克·達姆研究以膽固醇量低飼料養雞觀察膽固醇的角色。幾個星期後，動物被開始有出血現象和開始流血。這些毛病不能以增加膽固醇量低飼料來恢復健康。似乎暗示某化合物與膽固醇一起從食物被提取出來，因外這種化合物稱凝血維生素。這個新的維生素以K標示是因為最初的發現在德國學報報告，德文便是Koagulations維生素。聖路易斯大學的愛德華·阿德爾伯特·多伊西再加以研究，因比發現其結構及化學特性。達姆和多伊西在維生素K 的研究貢獻而同時分享1943年諾貝爾生理學或醫學獎。路易斯·費瑟是第一個成功以化學合成該維生素的有機化學家。
幾十年來，患維生素缺乏症的雞模型是定量測量各種食物中的維生素K的唯一方法 ：小雞先被引起維生素K缺乏症，然後被餵食已知含量的維生素K的食物。血液凝集被飲食恢復的程度被採用為其維生素K 含量指標。
1938年，哈利·普拉特·史密斯（Harry Pratt Smith）、埃默里·華納（Emory Warner）、肯尼斯·布林霍斯和沃爾特·西格斯（Walter Seegers）等人在愛荷華大學病理系醫生報導第一個成功以維生素K治療因凝血酶缺乏的黃疸病病人出血的致命危險。但當時維生素K的精確作用尚未被發現。直到1974年，Stenflo等從服用大劑量的維生素K拮抗劑華法林母牛中分離出維生素K-依賴的凝血酶原（Factor Ⅱ）。正常的凝血酶原含有10個不尋常的氨基酸殘基，且後來被確認為γ-羧化穀氨酸（Gla）。但從華法林處理過的母牛分離之凝血酶原卻有正常穀氨酸，因此便稱為去羧基凝血酶原descarboxyprothrombin。額外羧基在Gla上明顯的證明維生素K作為將穀氨酸Glu轉換成Gla的羧化反應的角色。

## 外部連結
- Vitamin K: Another Reason to Eat Your Greens （页面存档备份，存于）